# 7 (альбом Давида Гетта)
7 ― седьмой студийный альбом французского диджея и музыкального продюсера Давида Гетта, выпущенный 14 сентября 2018 года лейблами What a Music, Parlophone и Big Beat Records. Выпущенный в виде двойного альбома, сборник включает в себя коммерческие поп-сотрудничества на первом диске, а на втором диске представлена андеграундная хаус-музыка, похожая на начальные корни Гетта в качестве диджея. Последнее приписывают Jack Back, который Гетта показал как его псевдоним и как средство выпуска больше танцевальной музыки наряду с его поп-сотрудничествами. Эта сторона альбома известна как Jack Back Project и также была выпущена независимо в виде микстейпа под названием Jack Back Mixtape, которому предшествовал выход песни «Overtone». 7 — первый альбом Дэвида Гетты со времён альбома «Listen».
В альбоме Гетта воссоединяется с такими частыми сотрудниками, как Сиа, Биби Рекса, Ники Минаж и Мартин Гаррикс, также есть новые — Энн-Мари, Фаузия, Мэдисон Бир, Charli XCX, Френч Монтана, Джей Бальвин, Джейсон Деруло, Уилли Уильям, Saweetie, Джастин Бибер, Джесс Глинн, Lil Uzi Vert, G-Eazy, Mally Mall, Делила Монтегю, Эйва Макс, Сиси Роджерс и Стеффлон Дон. Гетта работал над альбомом с рядом различных продюсеров и диджеев, включая Brooks, Ральф Вегнер и Альберт Харви (из дуэта Glowinthedark), Джорджио Туинфорт и дуэта Stargate. Альбому предшествовал выпуск девяти синглов, включая «2U», «Dirty Sexy Money», «Like I Do», «Flames», «Your Love», «Don’t Leave Me Alone», «Goodbye» and «Drive».
После выхода альбом получил смешанные отзывы от критиков, которые разрывались между предсказуемостью сотрудничества Гетта, а некоторые похвалили вторую сторону альбома как возвращение к его корням в качестве андеграундного диджея. Альбом был выпущен 28 сентября 2018 на CD и виниле. Альбом сделал несколько дебютов в десятке лучших, в том числе в Австралии, Бельгии, Франции, Италии, Великобритании и Ирландии. В США альбом занял 37-е место в чарте Billboard 200, хотя он стал третьим топом Гетта в чарте Dance/Electronic Albums.

## Предыстория и выход
7 — сборник на двух дисках, на первом поп-сотрудничество Гетта. А на втором диске микстейп андеграудной хаус- и танцевальной музыки, которая указана под псевдонимом Гетта Jack Back. Название альбома имеет особое значение для Гетта; размышляя о теме и названии альбома, он сказал: «Это мой седьмой альбом, но число 7 также означает конец цикла; неделя - это семь дней, сотворение мира в Библии — это семь дней, а мой день рождения (7 ноября). Это число для меня своего рода магия». В интервью с диджеем Питом Тонгом, Гетта сказал, что альбом представляет собой полный цикл и возвращается к его корням хаус. «Изначально я начал заниматься андеграундной хаус-музыкой, играя на всех рейвах и андеграундных клубах в Париже. Я хотел делать музыку просто для удовольствия, без какого-либо коммерческого подхода. Я хочу заниматься всеми видами музыки, которые мне нравятся, я делаю это из любви к музыке».
«Альбом представляет собой другую сторону меня. В принципе, я родом из хаус-музыки, и я хотел вернуться к своим корням и просто сделать что-то для развлечения. Это двойной альбом, так что идея не в том, чтобы идти на компромисс. Первый альбом полностью поп, а второй альбом полностью андеграундный. Вместо того, чтобы пытаться сделать всё понемногу на одной и той же записи, я такой, ладно, давайте упорно! Весь путь поп и весь путь электронной музыки». — Гетта о своём «двойном альбоме» и псевдониме «Jack Back».
Вместе с выходом официальных сиголов альбома, вышло несколько песен. 27 марта 2017 года Гетта выпустил песню «Light My Body Up» при участии Ники Минаж и Лила Уэйна, который достиг топ-20 в Финляндии и Франции, но достиг 64-го места в Великобритании. 28 апреля вышла песня «Another Life», с голландским диджеем Афроджеком при участии Эстер Дин. Затем 28 июля вышла песня «Complicated» с Dimitri Vegas & Like Mike при участии Kiiara.
3 ноября Гетта и Афроджек выпустили песню «Dirty Sexy Money» при участии Charli XCX и Френч Монтаны. В следующем месяце Гетта и голландский диджея Мартин Гаррикс выпустили песню «So Far Away» при участии Джейми Скотта и Romy Dya. Гетта и голландский EDM-дуэта Showtek использовали семпл песни «Show Me Love» для их песни «Your Love», вышедшей в июне 2018 года. Эти песни вместе с песней «Mad Love» с Шоном Полом при участии Бекки Джи были включены в международные релизы альбома.

## Список композиций
Гетта приписывают авторство и продюсирование всех песен в стандартном и ограниченном издании альбома. Дополнительные авторы и продюсеры показаны ниже.
| №                   | Название                                                              | Автор(ы) | Продюсеры(ы)                                                                                          | Длительность |
| ------------------- | --------------------------------------------------------------------- | --- | --- | ------------ |
| 1.                  | «Don’t Leave Me Alone» (при участии Энн-Мари)                         | Давид Гетта Нуни Бао Линус Уиклунд Сара Ааронс | Lotus IV Альберт Харви [a] Тимофей Резников [a]                                                       | 3:04         |
| 2.                  | «Battle» (при участии Фаузии)                                         | Фазуия Дэнни Шах Джордж Тиззард Рик Паркхаус Борис «Netsky» Даней Тор Эрик Хермансен Миккел Эриксен Карл Фальк | Red Triangle Stargate Netsky Питер Карлссон [b] Фальк [b] Крик «TEK» О’Райан]] [b] Атон Бен-Хорин [b] | 2:44         |
| 3.                  | «Flames» (с Сией)                                                     | Сиа Фёрлер Крис Брайд Джорджио Туинфорт Маркус ван Ваттум | Туинфорт Ваттум [a] Брайд [b]                                                                         | 3:15         |
| 4.                  | «Blame It On Love» (при участии Мэдисон Бир)                          | Эллисон Каплан Джеймс Алан Галеб Марк Сибли Натан Каннингем Хермансен Эриксен Харви | Stargate Альберт Харви Фальк Brooks [a] Туинфорт [a] Джан Стоун [d]                                   | 3:27         |
| 5.                  | «Say My Name» (с Биби Рексой и Джеем Бальвином)                       | Tuinfort Боаз ван де Битц Хосе Бальвин Алехандро Рамирес Томас Троэльсен Эмили Уоррен Бритт Бертон Филип Ли Мэтт Холмс | Туинфорт ван де Битц Митч Аллан [a]                                                                   | 3:19         |
| 6.                  | «Goodbye» (с Джейсоном Деруло при участии Ники Минаж и Уилли Уильяма) | Филипп Грейс Уилли Уильям Дэвид Сент-Флер Арт Битц Кертис Грей Жан-Мишель Сиссоко DJ Paulito Джазель Родригес Кристофер Темпест Кинда Ингроссо Ники Минаж Джейсон Деруло Франческо Сартори Лусио Кварантотто Франк Петерсон | Грейс Флер Vodka                                                                                      | 3:15         |
| 7.                  | «I’m That Bitch» (при участии Saweetie)                               | Диамонте Харпер Хермансен Эриксен Харви | Stargate Харви ван де Битц [a]                                                                        | 3:15         |
| 8.                  | «Like I Do» (с Мартином Гарриксом и Brooks)                           | Шон Дуглас Мартейн Гарритсен Туинфорт Тайс «Brooks» Вестбрук Талай Райли Ник Сили Роберт Бергин | Мартин Гаррикс Туинфорт Brooks                                                                        | 3:22         |
| 9.                  | «2U» (при участи Джастина Бибера)                                     | Туинфорт Джейсон «Poo Bear» Бойд Даниэль «Cesqeaux» Тупария Бибер | Туинфорт Cesqeaux [a] Poo Bear [b]                                                                    | 3:15         |
| 10.                 | «She Knows How to Love Me» (при участии Джесс Глинн и Стеффлон Дон)   | Туинфорт Раким Аллен Стеффлон Дон Дж.Р. Ротем Вегнер Тил Дувиль Ричард Пенниман Дороти Ла Бостри Джо Любин | Туинфорт Ротем Вегнер Дувиль [c]                                                                      | 3:02         |
| 11.                 | «Motto» (с Стив Аоки при участии Lil Uzi Vert, G-Eazy и Mally Mall)   | Стив Аоки Хермансен Эриксен Харви Mally Mall Джеральд Гиллум Саймир Вудс | Аоки Mally Mall Stargate Харви                                                                        | 2:30         |
| 12.                 | «Drive» (с Black Coffee при участии Делилы Монтегю)                   | Вегнер Ильси Джубер Хермансен Эриксен Филипп «TxTHEWAY» Фендер Black Coffee | Black Coffee Вегнер Stargate                                                                          | 3:06         |
| 13.                 | «Para Que Te Quedes» (при участии Джея Бальвина)                      | Туинфорт Фальк Харви Тупария ван де Битц Бальвин | Туинфорт Фальк Харви Cesqeaux [a]                                                                     | 2:58         |
| 14.                 | «Let It Be Me» (при участии Эйвы Макс)                                | Йорен ван дер Ворт Майкл Альядефф Генри «Cirkut» Уолтер Эйва Макс Сюзанна Аега | Cirkut                                                                                                | 2:53         |
| 15.                 | «Light Headed» (с Сией)                                               | Фёрлер Брейд Харменсен Эриксен Данен | Netsky Stargate Брейд [a]                                                                             | 2:59         |
| Общая длительность: | Общая длительность:                                                   | Общая длительность: | Общая длительность:                                                                                   | 46:24        |

| №                   | Название                                                                  | Автор(ы)                                                                                        | Продюсер(ы)                                              | Длительность |
| ------------------- | ------------------------------------------------------------------------- | ----------------------------------------------------------------------------------------------- | -------------------------------------------------------- | ------------ |
| 16.                 | «Mad Love» (с Шоном Полом при участии Бекки Джи)                          | Шон Пол Энрике Туинфорт Шварц Шакира Риполь Джек Паттерсон Розина Рассел Ина Вролдсен Рауль Чен | Туинфорт Паттерсон Джейсон Энрикес Banx & Ranx 1st Klase | 3:19         |
| 17.                 | «Dirty Sexy Money» (с Афроджеком при участии Charli XCX и Френч Монтаны)  | ван де Уолл Шарлотта Эйтчисон Александр Гай Кук Parmenius Карим Харбуш                          | Афроджек Skrillex [a]                                    | 2:52         |
| 18.                 | «So Far Away» (с Мартином Гарриксом при участии Джейми Скотта и Romy Dya) | Мартейн Гарритсен Туинфорт Джейми Скотт Джейсон Бойд                                            | Гаррикс Туинфорт                                         | 3:03         |
| 19.                 | «Your Love» (с Showtek)                                                   | Ваутер Янссен Шурд Янссен Яап Рисема вар дер Вурт Аллен Джордж Фред Макфарлейн                  | Showtek Вегнер                                           | 3:05         |
| Общая длительность: | Общая длительность:                                                       | Общая длительность:                                                                             | Общая длительность:                                      | 12:19        |

| №                   | Название                                                                                 | Автор(ы)                                               | Продюсер(ы)                  | Длительность |
| ------------------- | ---------------------------------------------------------------------------------------- | ------------------------------------------------------ | ---------------------------- | ------------ |
| 1.                  | «Reach for Me»                                                                           | Jack Hisbach Резников Оскар Гетон Ральф Фалькон        | Гетта Резников               | 3:47         |
| 2.                  | «Freedom» (David Guetta и CeCe Rogers)                                                   | Хисбах Резников Кеннет Дж. Роджерс III (CeCe Rogers)   | Гетта Резников               | 3:55         |
| 3.                  | «Grenade»                                                                                | Хисбах Вегнер Адам Фриланд Дэмиен Тейлор               | Гетта Вегнер                 | 3:32         |
| 4.                  | «Inferno»                                                                                | Хисбах Вегнер                                          | Гетта Вегнер                 | 3:09         |
| 5.                  | «Overtone»                                                                               | Хисбах Вегнер Андрей Мангуш                            | Гетта Резников               | 3:36         |
| 6.                  | «Back and Forth»                                                                         | Хисбах Вегнер Резников Харви                           | Гетта Резников Glowinthedark | 3:25         |
| 7.                  | «Pelican»                                                                                | Хисбах Туинфорт Фредерик «Фред Ристер» Ристерер Вегнер | Гетта Фред Ристер Вегнер     | 3:26         |
| 8.                  | «Afterglow»                                                                              | Хисбах Вегнер                                          | Гетта Вегнер                 | 3:26         |
| 9.                  | «Think Think Think»                                                                      | Хисбах Вегнер Ристерер                                 | Гетта Фред Ристер Вегнер     | 3:41         |
| 10.                 | «Orion»                                                                                  | Хисбах Вегнер                                          | Гетта Вегнер                 | 3:52         |
| 11.                 | «What 2 Say»                                                                             | Хисбах Харви                                           | Гетта Glowinthedark          | 3:36         |
| 12.                 | «Just a Little More Love» (Jack Back 2018 Remix) (Давид Гетта при участии Криса Уиллиса) | Гетта Жоаким Гарро Крис Уиллис Жан Шарль Карре         | Гетта (и ремиксер) Гарро     | 3:24         |
| Общая длительность: | Общая длительность:                                                                      | Общая длительность:                                    | Общая длительность:          | 42:49        |

Заметки
- ↑  указан как дополнительный продюсер
- ↑  указан как вокальный продюсер
- ↑  указан как со-продюсер
- ↑  указан как дополнительный вокальный продюсер

Семплирование
- «Goodbye» состоит из элементов «Time to Say Goodbye», написанной Франческо Сартори[англ.], Лучио Кварантото[англ.] и Фрэнком Питерсоном
- «She Knows How to Love Me» состоит из элементов «Tutti Frutti», написанной Ричардом Пеннименом, Дороти Лабостри и Джо Любином
- «Let It Be Me» состоит из элементов «Tom's Diner», написанной Сюзанной Вегой
- «Reach for Me» состоит из элементов «Reach For Me», написанной Оскаром Гаэтанос и Ральфом Фальконом
- «Freedom» состоит из элементов «All Join Hands», написанной CeCe Rogers
- «Grenade» состоит из элементов «We Want Your Soul», написанной Адамом Фриландом и Дэмианом Тейлором
- «Overtone» состоит из элементов «Altai Sayan Tandy-Uula», написанной Андреем Мангушом

## Чарты
| Чарт (2018)                             | Высшая позиция |
| --------------------------------------- | -------------- |
| Австралия (ARIA)                        | 9              |
| Австрия (Ö3 Austria)                    | 7              |
| Бельгия/Фландрия (Ultratop)             | 9              |
| Бельгия/Валлония (Ultratop)             | 5              |
| Канада (Canadian Albums Chart)          | 12             |
| Чехия (ČNS IFPI)                        | 4              |
| Дания (Hitlisten)                       | 13             |
| Нидерланды (Album Top 100)              | 9              |
| Финляндия (Suomen virallinen lista)     | 8              |
| Франция (SNEP)                          | 4              |
| Германия (Offizielle Top 100)           | 7              |
| Венгрия (MAHASZ)                        | 14             |
| Ирландия (Irish Albums Chart)           | 9              |
| Италия (Classifica album)               | 8              |
| Japan Hot Albums (Billboard Japan)      | 23             |
| Japanese Albums (Oricon)                | 56             |
| Норвегия (VG-lista)                     | 10             |
| Португалия (AFP)                        | 24             |
| Шотландия (Scottish Albums Chart)       | 17             |
| Slovak Albums (ČNS IFPI)                | 3              |
| Испания (PROMUSICAE)                    | 3              |
| Швеция (Sverigetopplistan)              | 13             |
| Швейцария (Schweizer Hitparade)         | 2              |
| Великобритания (UK Albums Chart)        | 9              |
| Великобритания (UK Dance Albums Chart)  | 2              |
| США (Billboard 200)                     | 37             |
| США (Billboard Dance/Electronic Albums) | 1              |

| Чарт (2018)                                | Позиция |
| ------------------------------------------ | ------- |
| Belgian Albums (Ultratop Flanders)         | 191     |
| Belgian Albums (Ultratop Wallonia)         | 92      |
| French Albums (SNEP)                       | 85      |
| US Top Dance/Electronic Albums (Billboard) | 23      |
| Чарт (2019)                                | Позиция |
| Belgian Albums (Ultratop Flanders)         | 175     |
| French Albums (SNEP)                       | 100     |

## Сертификации
| Регион | Сертификация  | Продажи |
| --- | ------------- | ------- |
| Канада (Music Canada) | Золотой       | 40 000  |
| Дания (IFPI Danmark) | Золотой       | 10 000  |
| Франция (SNEP) | Платиновый    | 100 000 |
| Италия (FIMI) | Золотой       | 25 000  |
| Норвегия (IFPI Norway) | 2× Платиновый | 40 000* |
| Польша (ZPAV) | Золотой       | 10 000  |
| Сингапур (RIAS) | Золотой       | 5000*   |
| Великобритания (BPI) | Золотой       | 100 000 |
| США (RIAA) | Золотой       | 500 000 |
| * Данные о продажах приведены только на основе сертификации. · Данные о продажах + прослушиваниях приведены только на основе сертификации. |               |         |

## История релиза
| Регион | Дата             | Формат(ы)                             | Лейбл                                |
| ------ | ---------------- | ------------------------------------- | ------------------------------------ |
| США    | 9 September 2018 | Jack Back Mixtape – стриминг          | What a Music Parlophone Warner Music |
| Разные | 14 сентября 2018 | Стриминг цифровое скачивание CD винил | What a Music Parlophone Warner Music |
| США    | 28 сентября 2018 | CD винил                              | What a Music Parlophone Warner Music |
| Япония | 10 октября 2018  | CD                                    | Warner Music Japan                   |